# Люберецкий авторемонтный завод
Люберецкий авторемонтный завод (ООО «ЛАРЗ») — авторемонтное предприятие, расположенное в городе Люберцы. С момента своего основания в 1939 году занимается ремонтом автомобилей и двигателей.

## История
История Люберецкого авторемонтного завода начинается в 1939 году и тесно связана с историей предприятия отечественного автомобилестроения — Горьковским автомобильным заводом, который был образован в 1932 году. Через несколько лет, когда возникла необходимость в ремонте выпускаемых автомобилей наплавкой коленчатых валов под слоем флюса и был образован Люберецкий авторемонтный завод. Тогда он назывался Авторемонтные мастерские Московского областного союза потребительских обществ. Потребкооперация в те годы бурно развивалась, вот и потребовалась ремонтная база для централизованного восстановления автомобилей.
Через два года началась Великая Отечественная война. Конвейер сборки двигателей в моторном участке. Вся промышленность была переведена на военные рельсы, мастерские стали выполнять оборонные заказы и вошли в подчинение Московского военного округа, получив название гарнизонных бронетанковых. В 1943 году предприятие перешло в ведение Народного Комиссариата обороны СССР и получило статус завода с линейным номером 130. После окончания войны, 1946 году, завод вновь стал мирным предприятием и обслуживал нужды потребительской кооперации, нося название Авторемонтный завод Центросоюза «Ремонт агрегатов и машин». В 1957 году завод перешёл в ведение Роспотребсоюза.
Многие рабочие завода за добросовестный многолетний труд были награждены орденами Красного Знамени и Трудовой Славы. Готовые автомобили уходят к месту назначения. Награждённый «Орденом Трудовой Славы» шлифовщик Шишков Евгений Николаевич, работает на заводе до настоящего времени.
И так продолжалось до начала больших перемен, до распада Советского Союза. Многие хозяйственные связи были нарушены, для завода, как и для всей промышленности, настали тяжёлые времена. Одно время даже пришлось частично перепрофилироваться и выполнять заказы никак не связанные с ремонтом автомобилей.
В 1997 году завод получил своё окончательное название — ООО «Люберецкий авторемонтный завод», которое он носит до сих пор. Тогда и было принято окончательное решение вернуть заводу исторически сложившийся профиль — капитальный ремонт автомобилей и двигателей.
Сейчас завод проводит любой ремонт автомобилей Люберецкого авторемонтного завода ВАЗ, Москвич, ГАЗ, Газель, Волга, УАЗ, ЗИЛ, МАЗ, КамАЗ. Перечень услуг предприятия постоянно расширяется.
Изменение профильных автомобилей завода с течением времени: ГАЗ-ММ -> ГАЗ-51 -> ГАЗ-52 -> ГАЗ-53 -> Все отечественные автомобили.